# Абдуррахман ас-Суфи
Абуль-Хусейн Абдуррахман ибн Умар ас-Суфи (перс. عبدالرحمن صوفی‎, Рей, 7 декабря 903 — Шираз, 25 мая 986) — персидский астроном и математик. Жил при дворе своего друга эмира Адуд ад-Даула в Исфахане, занимался переводом с греческого астрономических работ, в первую очередь Альмагеста Птолемея. Приблизительно с 960 года работал в Ширазе.
Известен прежде всего своей астрономической работой зиджом «Книга неподвижных звёзд» (араб. كتاب الكواكب الثابتة‎), который содержит каталог 1017 звёзд с подробным описанием 48 созвездий. В сочинении для каждого созвездия приведено его красочное изображение, а также таблица звёзд с их эклиптикальными координатами и звёздными величинами. Опираясь на собственные наблюдения, ас-Суфи произвёл критический пересмотр и уточнение данных предшественников, главным образом Клавдия Птолемея, в частности,   описал галактику Андромеды как небольшое облачко, а в 964 году включил Большое Магелланово Облако в свою «Книгу неподвижных звёзд». Каталог ас-Суфи оказал большое влияние на дальнейшее развитие астрономии, им пользовались и часто ссылались на него ал-Бируни, Абу-л-Хасан ибн Юнис, Насир ад-Дин ат-Туси, испанские учёные при создании «Альфонсовых таблиц» и самаркандские астрономы из обсерватории Улугбека при подготовке «Гурганского зиджа».

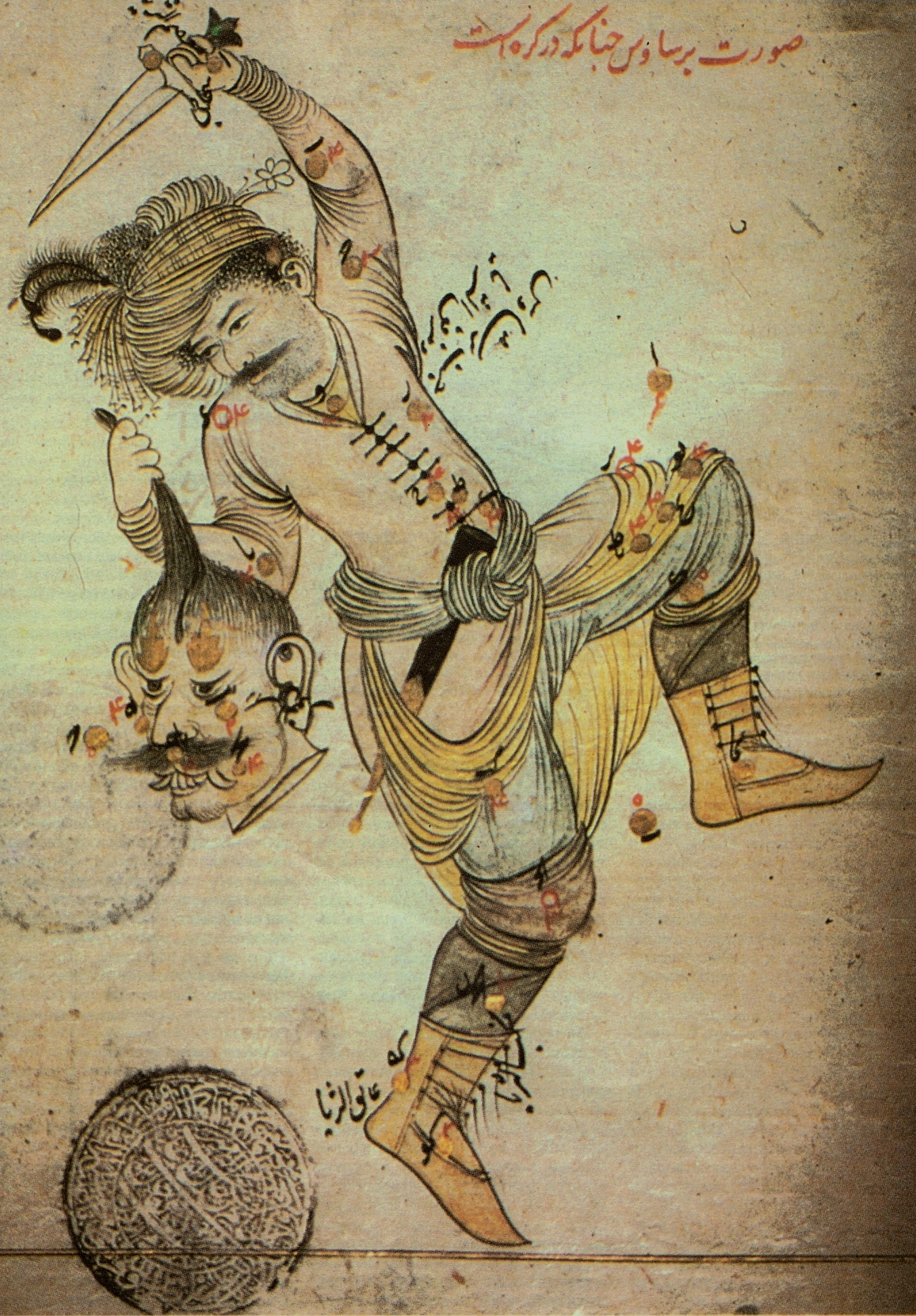
Созвездие Персея. Миниатюра из трактата ас-Суфи. XVII век Каир, Национальная библиотека.

Ас-Суфи написал значительное количество других научных сочинений, многие из которых в XII—XIV веках несколько раз переводились на латинский язык:
- «Книга действий с астролябией» обширнейшая работа, состоящая из 1760 глав (до нас дошло несколько сокращённых вариантов рукописи, включающих около 400 глав)
- «Книга действий с небесным глобусом» состоит из 3 частей, включающих 50, 52 и 65 глав
- «Трактат о построении равносторонних многоугольников»
- «Книга введения в науку о звёздах и их приговорах» — астрологическое сочинение

## Память
В 1935 г. Международный астрономический союз присвоил имя Ас-Суфи кратеру на видимой стороне Луны.

## Созвездия

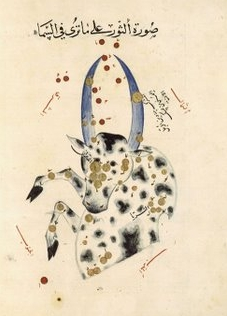
Созвездие Тельца
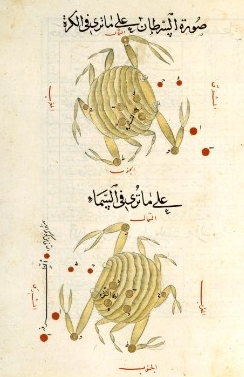
Созвездие Рака
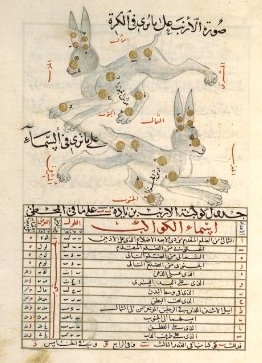
Созвездие Зайца
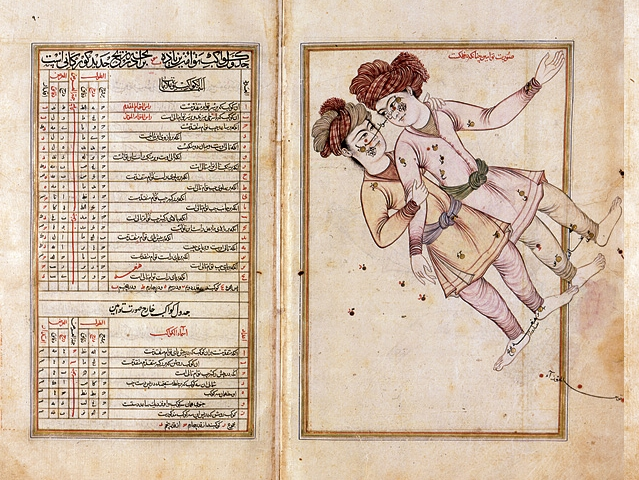
Созвездие Близнецов
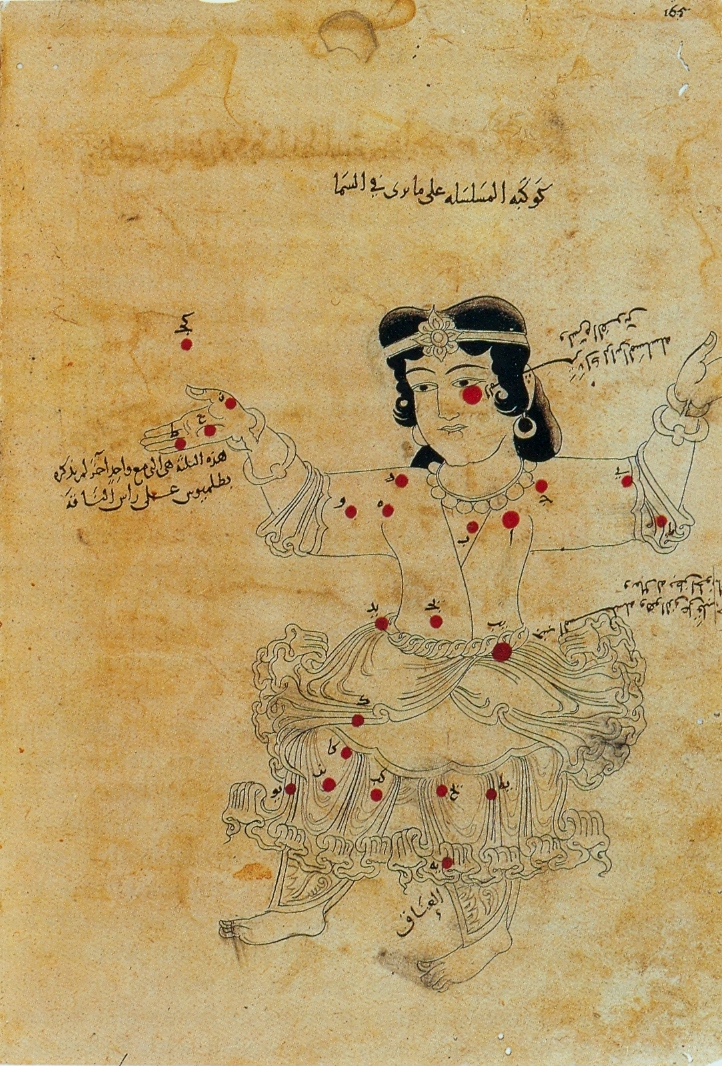
Созвездие Андромеды
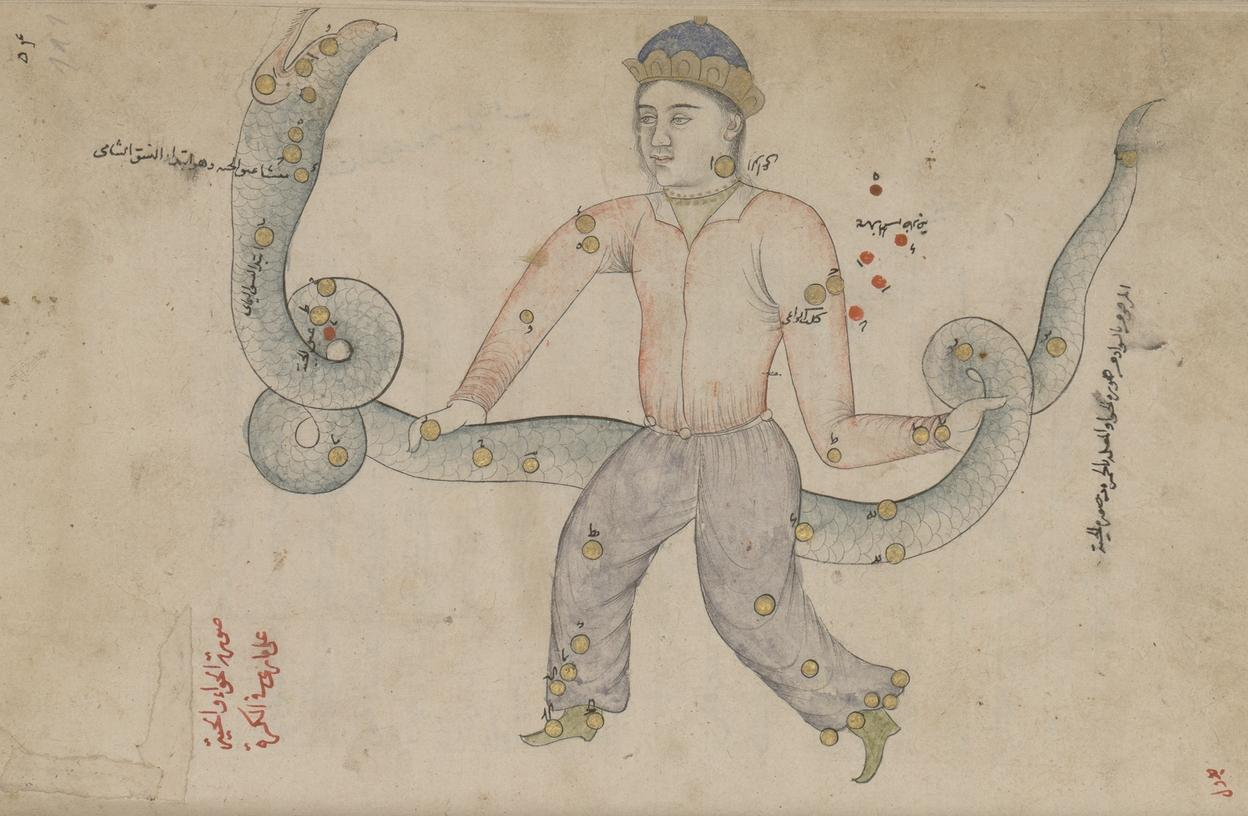
Созвездие Змееносца
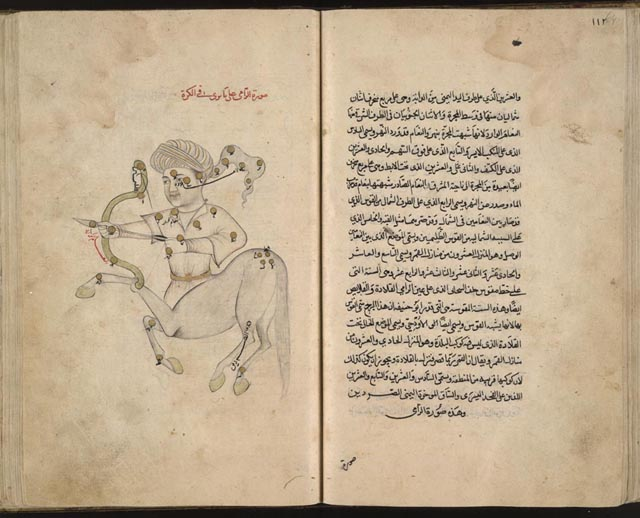
Созвездие Стрельца